# Малосухоязово
Малосухоя́зово (рос. Малосухоязово, башк. Бәләкәй Соҡаяҙ) — село у складі Бірського району Башкортостану, Росія. Входить до складу Сусловської сільської ради.
Населення — 607 осіб (2010; 623 у 2002).
Національний склад:
- марійці — 78 %